# Pakala
Pakala (nep. पकला) – gaun wikas samiti w zachodniej części Nepalu w strefie Rapti w dystrykcie Pyuthan. Według nepalskiego spisu powszechnego z 2001 roku liczył on 813 gospodarstw domowych i 4380 mieszkańców (2463 kobiet i 1917 mężczyzn).